# Schleuse Dorsten
Als Schleusen Dorste wird die Schleusengruppe bezeichnet, die vom Rhein her, zur dritten der sechs Kanalstufen des Wesel-Datteln-Kanals gehört. Sie befindet sich bei Kanalkilometer 30,485 des WDK in Dorsten.
Die Schleusengruppe überwindet einen Höhenunterschied von 9,00 Metern. Die Betätigung beider Schleusen erfolgt durch die Schleusenwärter in den Steuerständen vor Ort, die des Pumpwerks durch die 1984 in Betrieb genommene Fernsteuerungszentrale (FZW) des Wasserstraßen- und Schifffahrtsamtes Westdeutsche Kanäle in Datteln.

## Geschichte, Bauart und Kapazität
Die große Schleuse wurde 1930 fertiggestellt und hat an beiden Enden Hubtore. Sie ist 222 Meter lang, 12 Meter breit und ist für einen Tiefgang von 2,80 Metern ausgelegt, die Füllmenge beträgt 26.500 Kubikmeter. Damit konnten früher drei Lastkähne mit einem Schlepper gleichzeitig geschleust werden. Heute können in einem Schleusenvorgang zwei, je nach Größe auch bis zu vier Europaschiffe die Schleusenkammer passieren. Die maximale Schiffs- bzw. Verbandlänge für die große Kammer beträgt 186,5 m im Verband und 135 m bei Einzelfahrzeugen.
Die kleine Schleuse wurde 1968 erbaut. Sie ist 112 Meter lang, genauso breit und tief wie die große Schleuse und hat eine Füllmenge von 14.600 m³. Sie wird am Oberhaupt mit einem Hubtor und am Unterhaupt ebenfalls mit einem Hubtor verschlossen. Die maximale Schiffs- oder Verbandlänge für die kleine Kammer beträgt 110 m.
Die maximale Schiffsbreite für Fahrzeuge oder Verbände für beide Kammern beträgt 11,45 m. Die maximale Schleusungsbreite bei beiden Kammern ist 12 m.
Eine Doppelschleusung, also ein Schleusenvorgang mit Schifffahrt zu Berg und anschließend zu Tal, dauert an der großen Kammer etwa 60 Minuten, an der kleinen Kammer etwa 30 Minuten. Durchschnittlich werden pro Tag an beiden Schleusen zusammen etwa 90 Schiffe abgefertigt.
An der Schleusengruppe Dorsten befindet sich eine Station der Wasserschutzpolizei Dorsten. An der Schleuse können Stromschlüssel für Landstromanschlüsse erworben werden. Landstromanschlüsse gibt es an den Liegeplätzen der Stadtstrecke Dorsten. (Stand 2025 nicht in Betrieb) Entlang der Nordseite der großen Schleuse verläuft der Radwanderweg Rundkurs Ruhrgebiet. Südlich und oberhalb der Dorstener Kanalstufe beginnt der interkommunale Industriepark Dorsten/Marl.

## Bilder und Karten

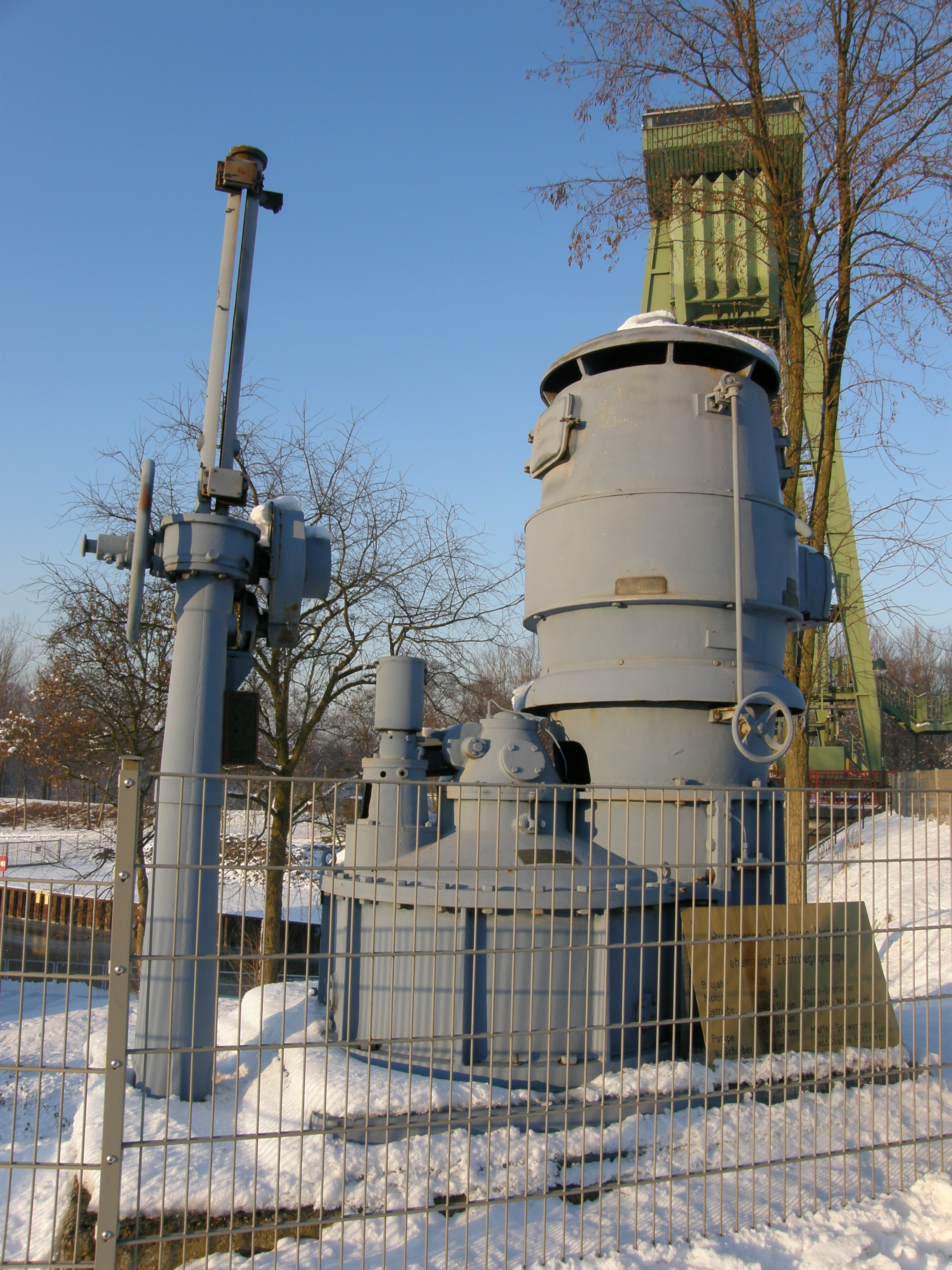
Alte Zentrifugalpumpe des Rückpumpwerks
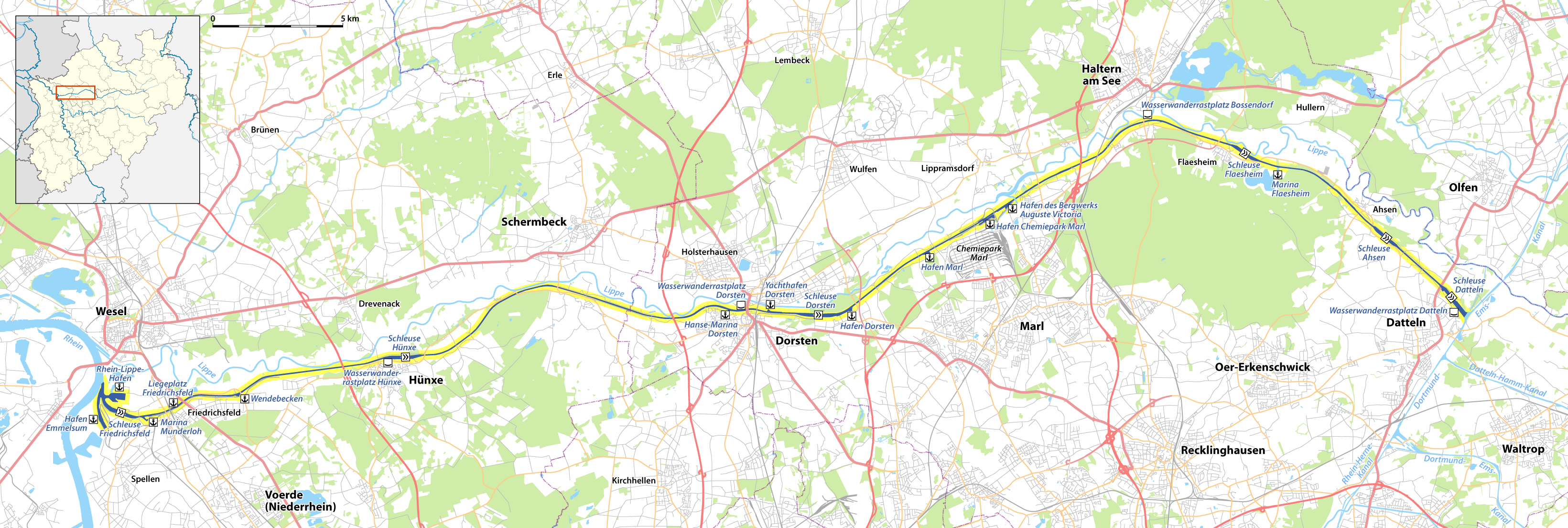
Lage der Schleusengruppe am Kanal

## Pumpwerk
Das seit der Inbetriebnahme des Kanals 1930 vorhandene Rückpumpwerk dient zunächst dazu, das ins Unterwasser abgelaufene Schleusungswasser ins Oberwasser zurückzupumpen. Darüber hinaus kann über die ganze Pumpwerkskette des WDK bei Bedarf Rheinwasser in Richtung Dattelner Meer gepumpt werden zur Speisung der Scheitelhaltung Herne/Datteln-Münster des Westdeutschen Kanalnetzes. Betrieben werden vier Pumpen mit 3800 und eine Pumpe mit 5000 Litern Durchsatz pro Sekunde. Maximal vier Pumpen laufen gleichzeitig.